# شناور پلیس

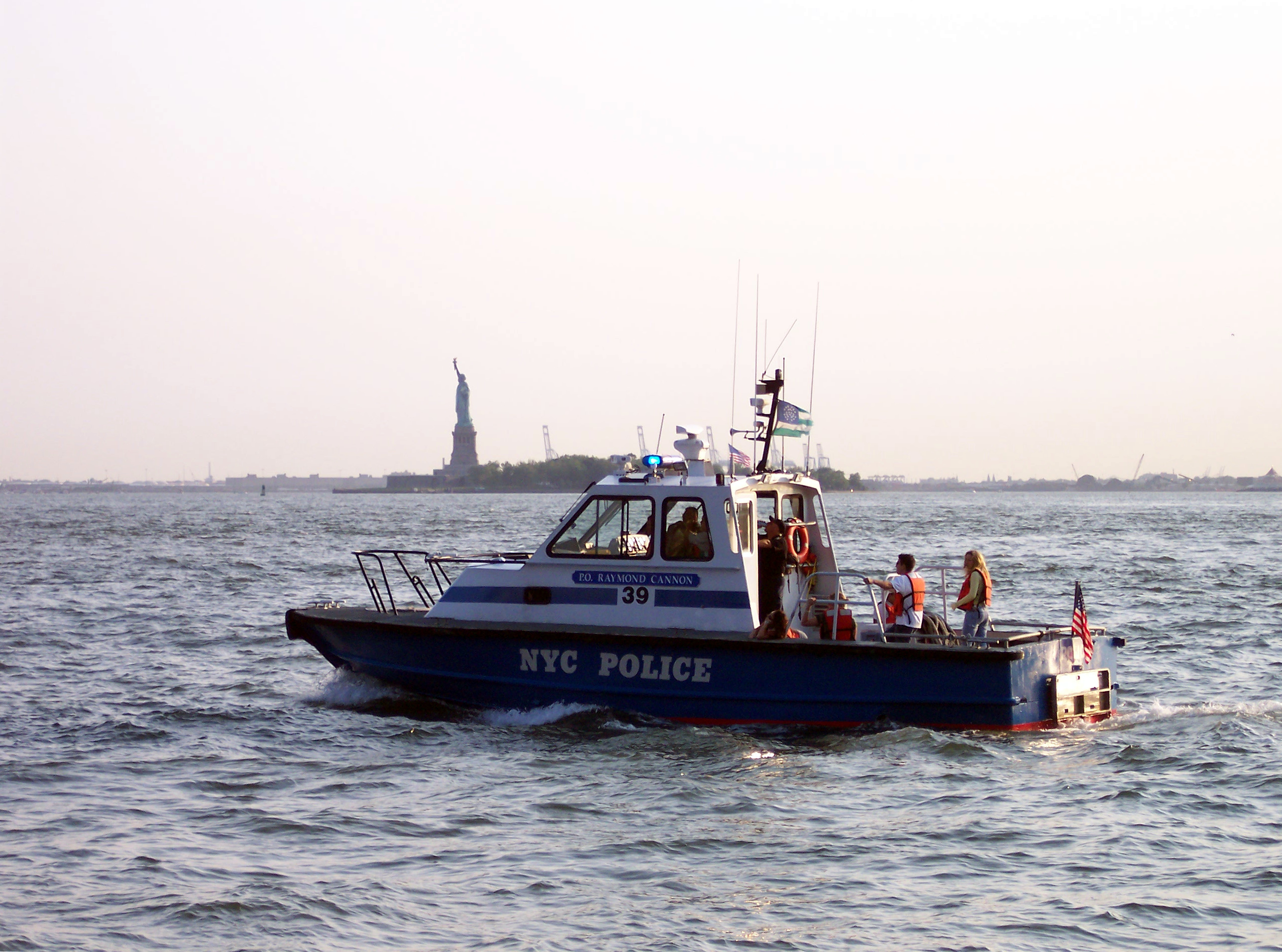
قایق پلیس نیویورک سیتی

شناور پلیس (به انگلیسی: Police watercraft) قایق یا دیگر شناوری است که توسط پلیس برای گشت زنی در آب‌ها استفاده می‌شود. از آنها معمولاً در رودخانه‌های اصلی، یا در بندرهای محصور در نزدیکی شهرها یا در مکانهایی که گارد ساحلی یا کشتی پلیس حضور ندارد استفاده می‌شود.
قایق‌های پلیس بعضی اوقات دارای موتورهایی بسیار سریع هستند تا بتوانند به تعقیب فراری‌ها بپردازند. آنها از ابتدای قرن بیستم مورد استفاده قرار گرفته‌اند.

## انواع قایق‌های پلیس
- شناور گشتی
- کشتی‌های تعقیب سریع
- قایق موتوری
- قایق موتور بادی
- قایق بادی سخت‌تنه

## گالری قایق‌های پلیس

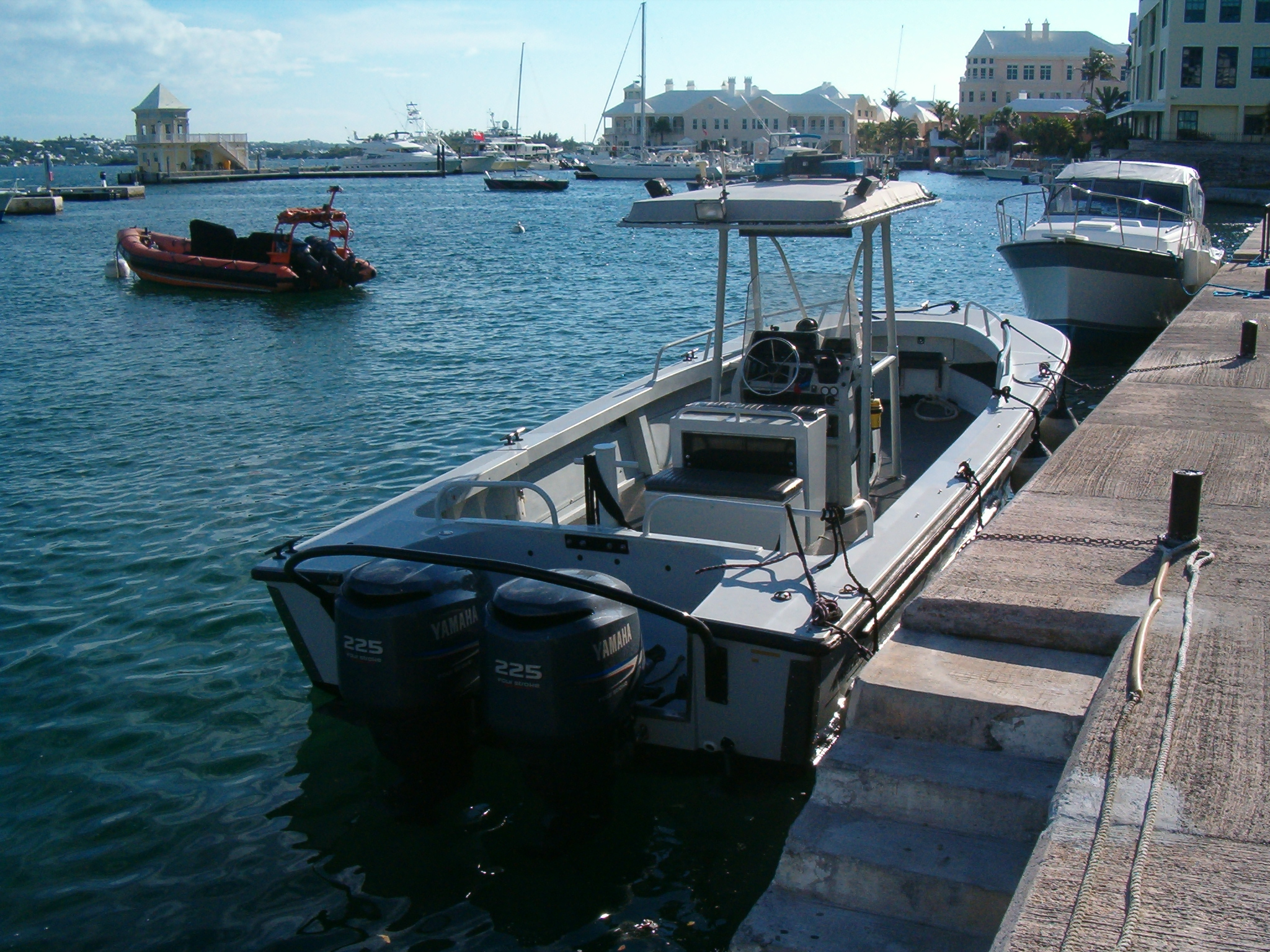
قایق‌های بخش دریایی خدمات پلیس برمودا در خلیج بار.
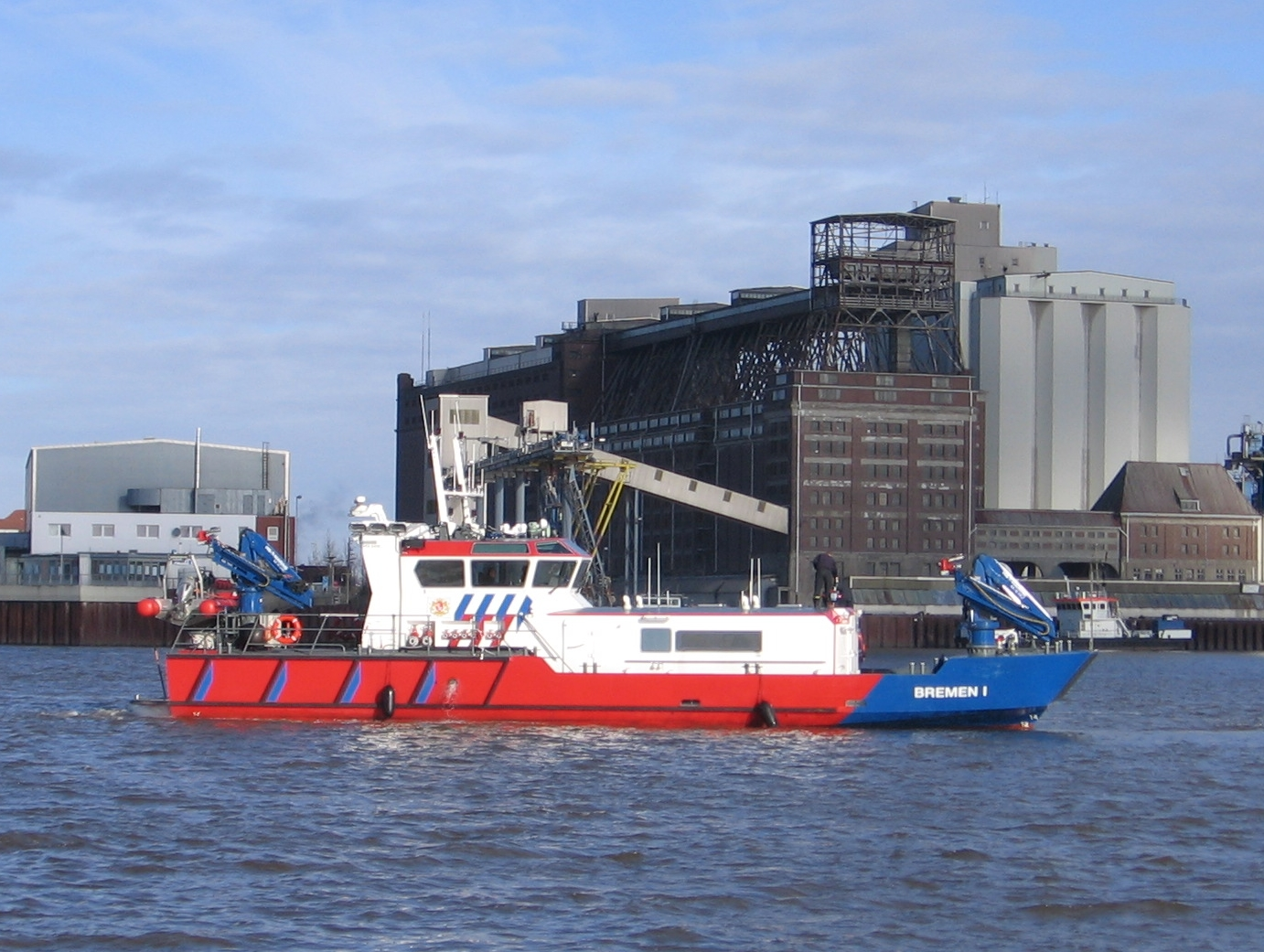
قایق ترکیبی پلیس در برمن ، آلمان.
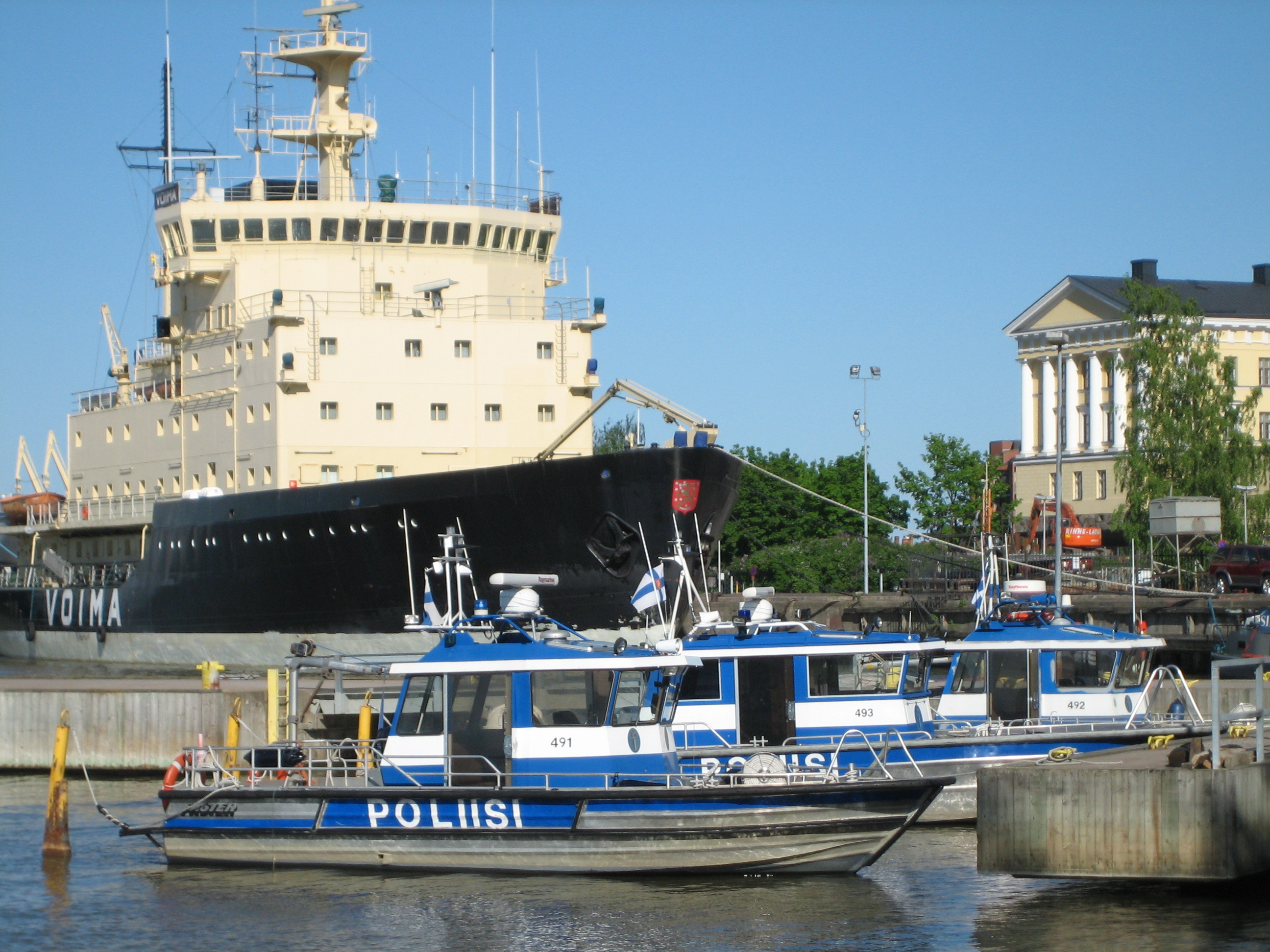
قایق گشت پلیس در هلسینکی فنلاند.
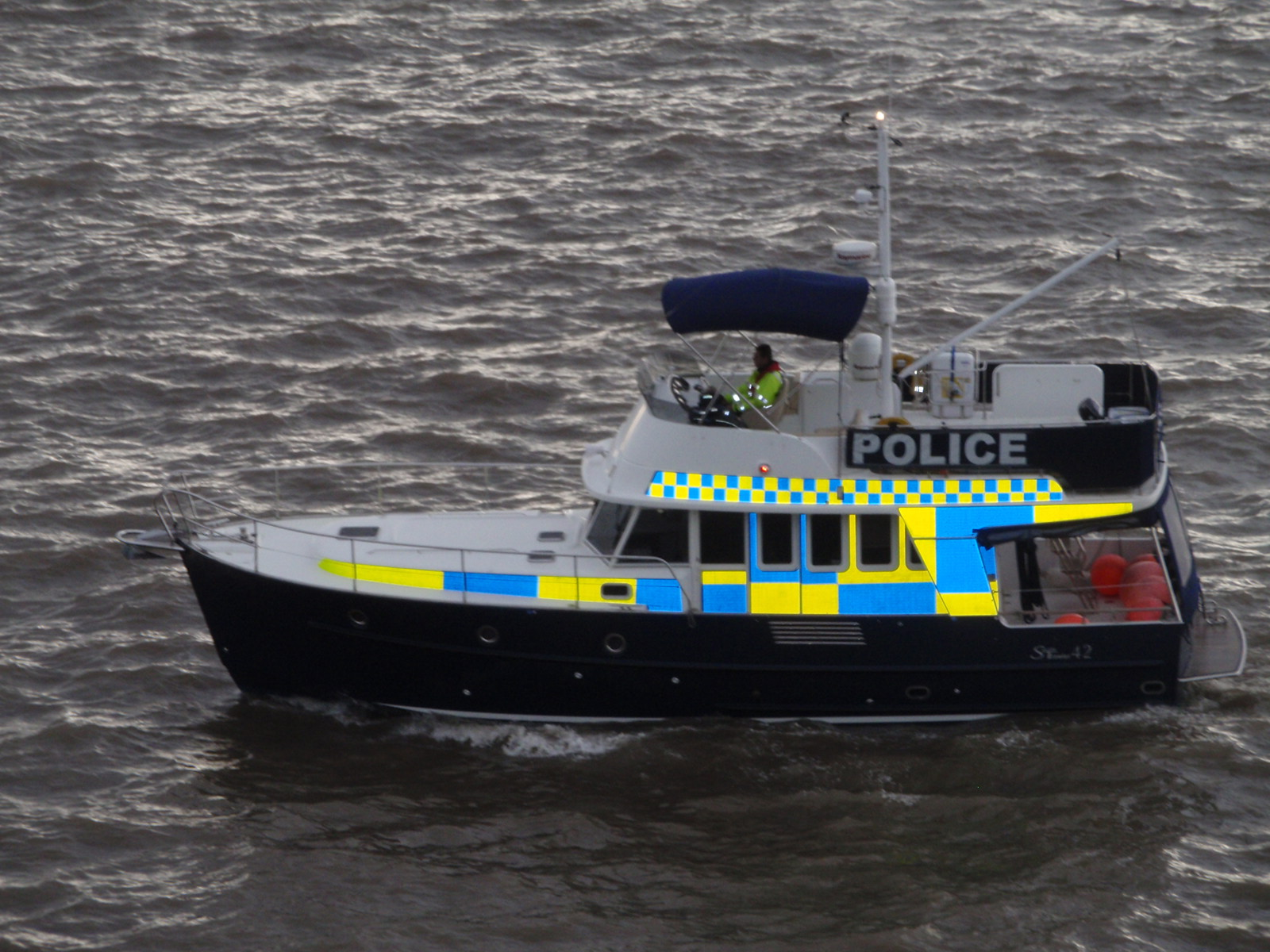
قایق پلیس ، لیورپول ، انگلیس ، اکتبر ۲۰۰۹
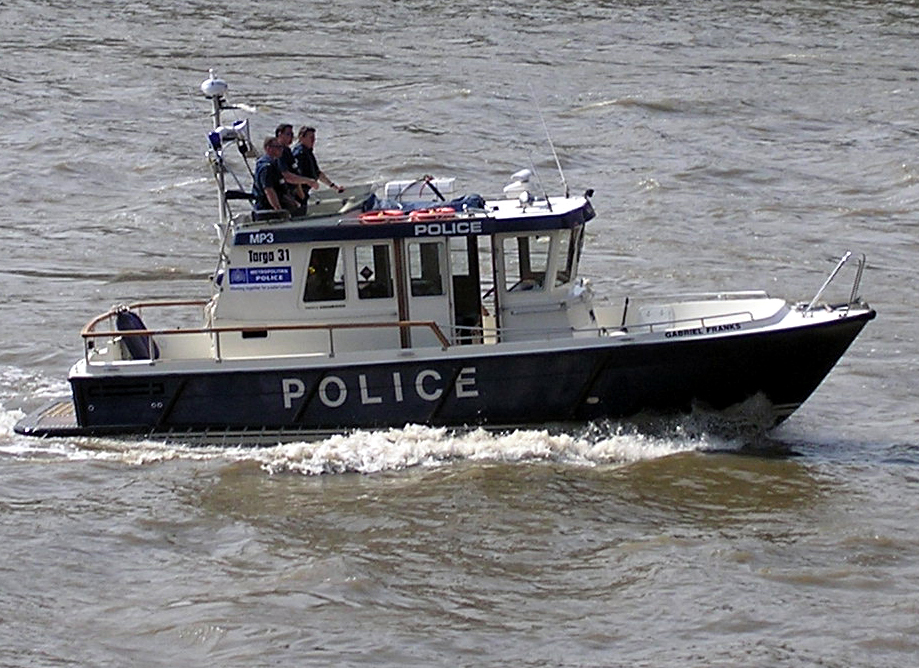
قایقرانی پلیس لندن در سال ۲۰۰۵
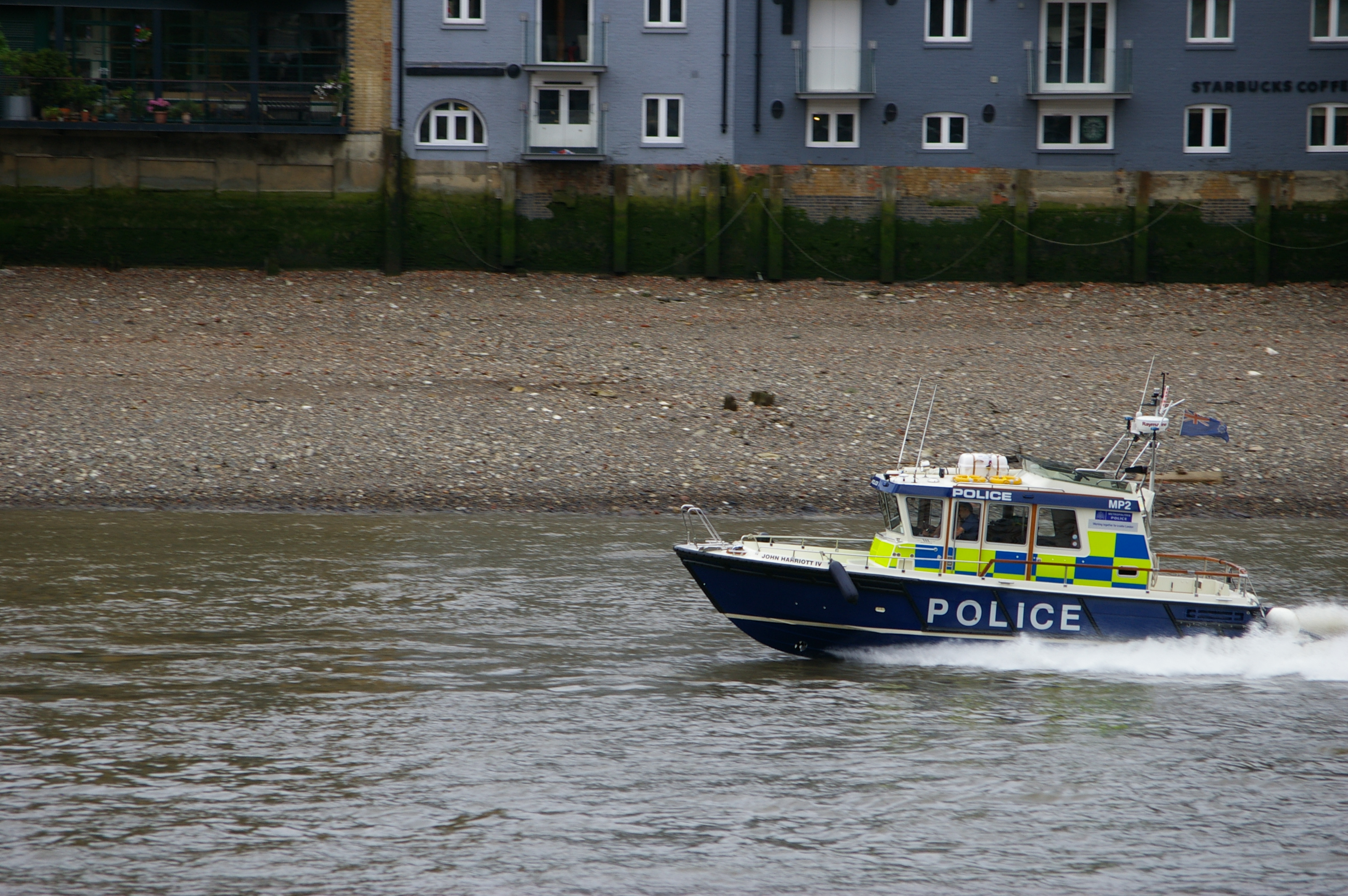
گشت پلیس متروپولیتن لندن جان هریوت چهارم در رودخانه تیمز .
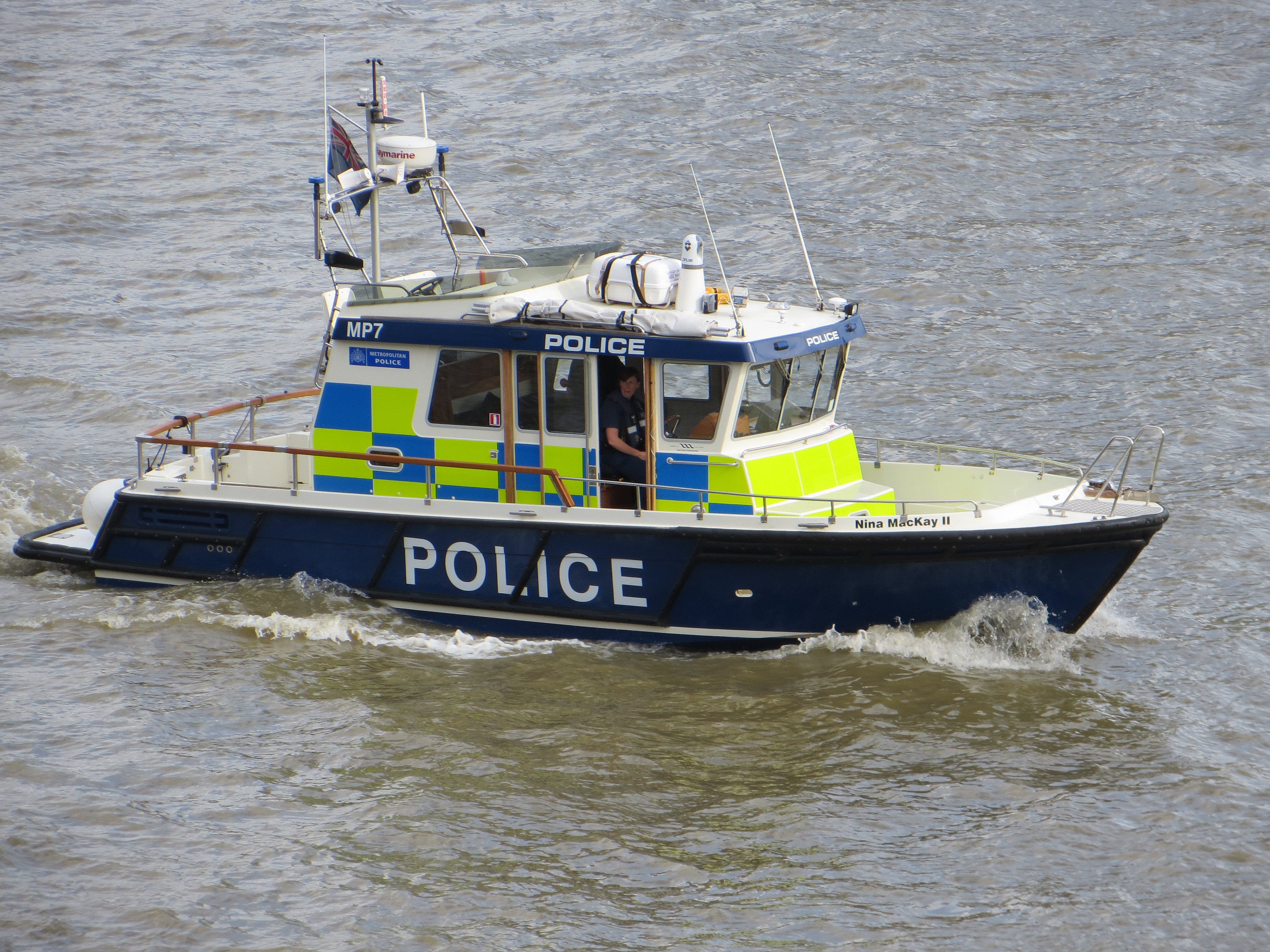
قایق نینا مکای دوم در لندن - پلیس متروپولیتن لندن در سال ۲۰۱۳ بر روی تیمز
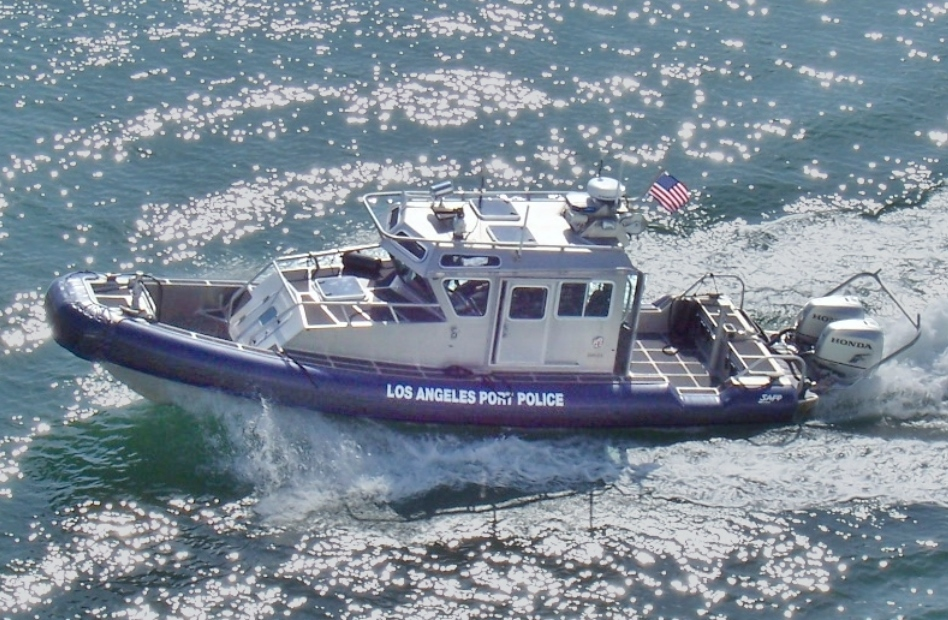
قایق ایمن 33 'RIB پلیس بندر لس آنجلس.
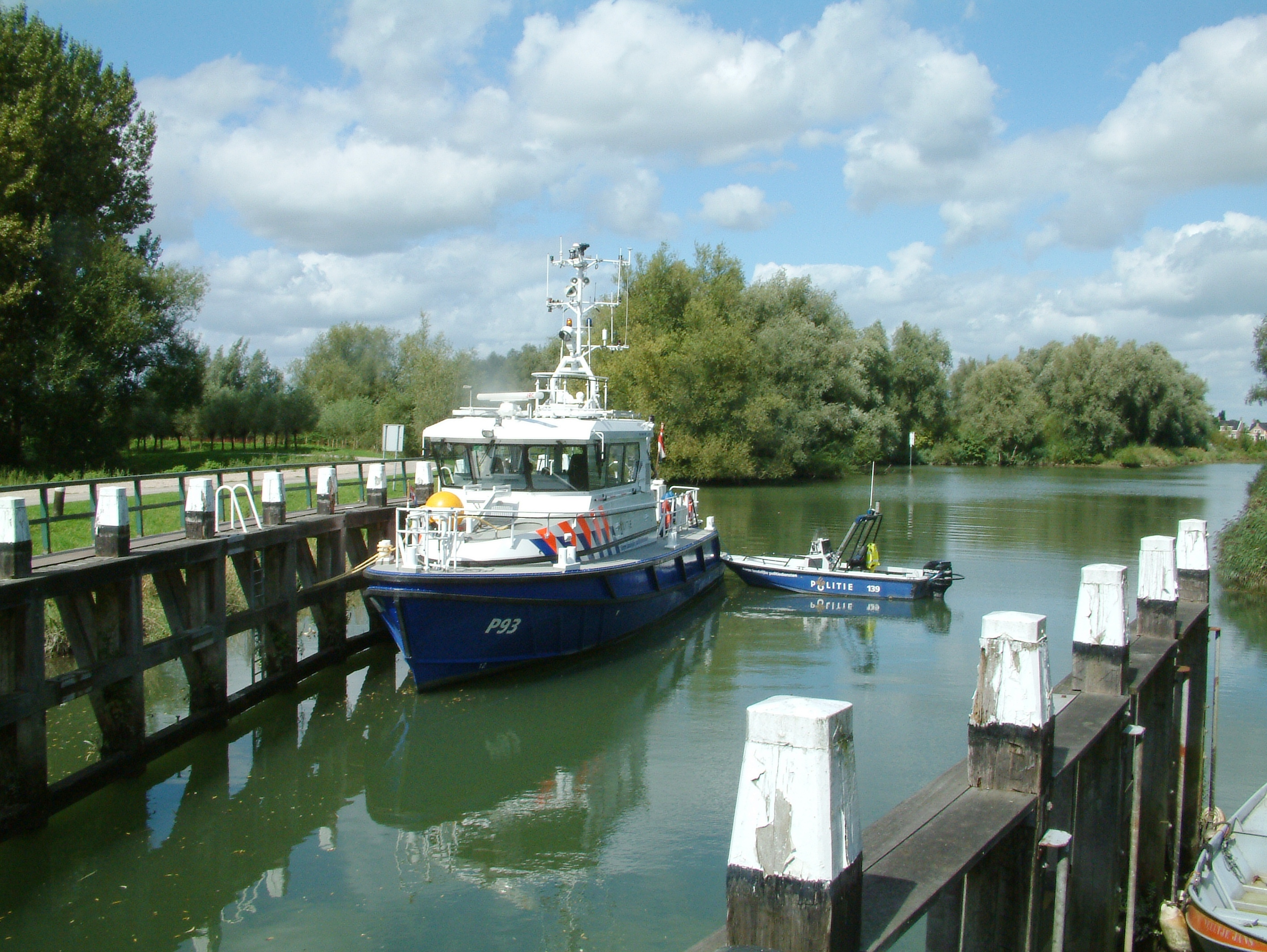
قایق‌های پلیس هلند در بیزبوش در سال ۲۰۰۸
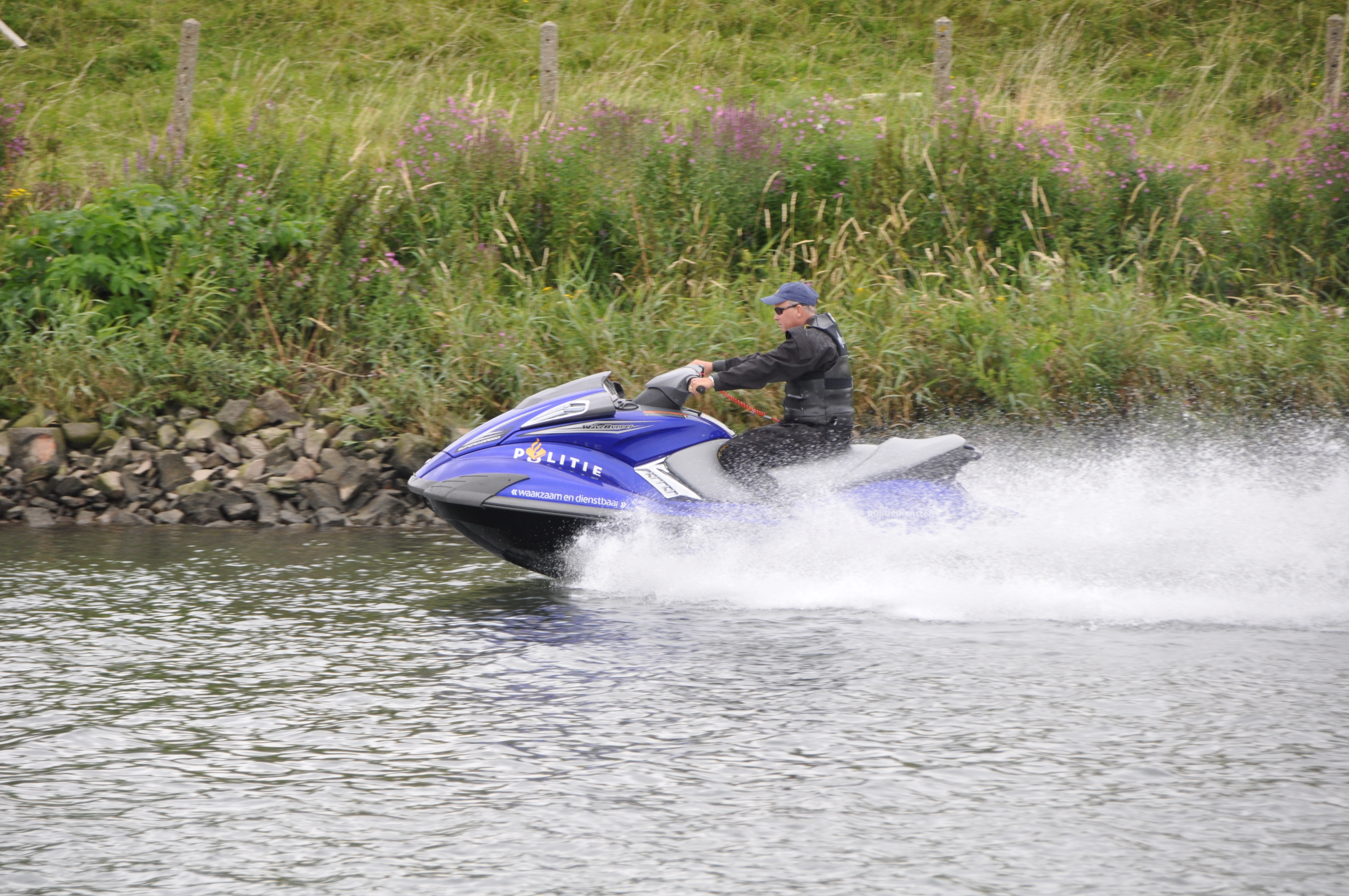
جت اسکی پلیس هلند در دریاچه ۲۰۱۲.
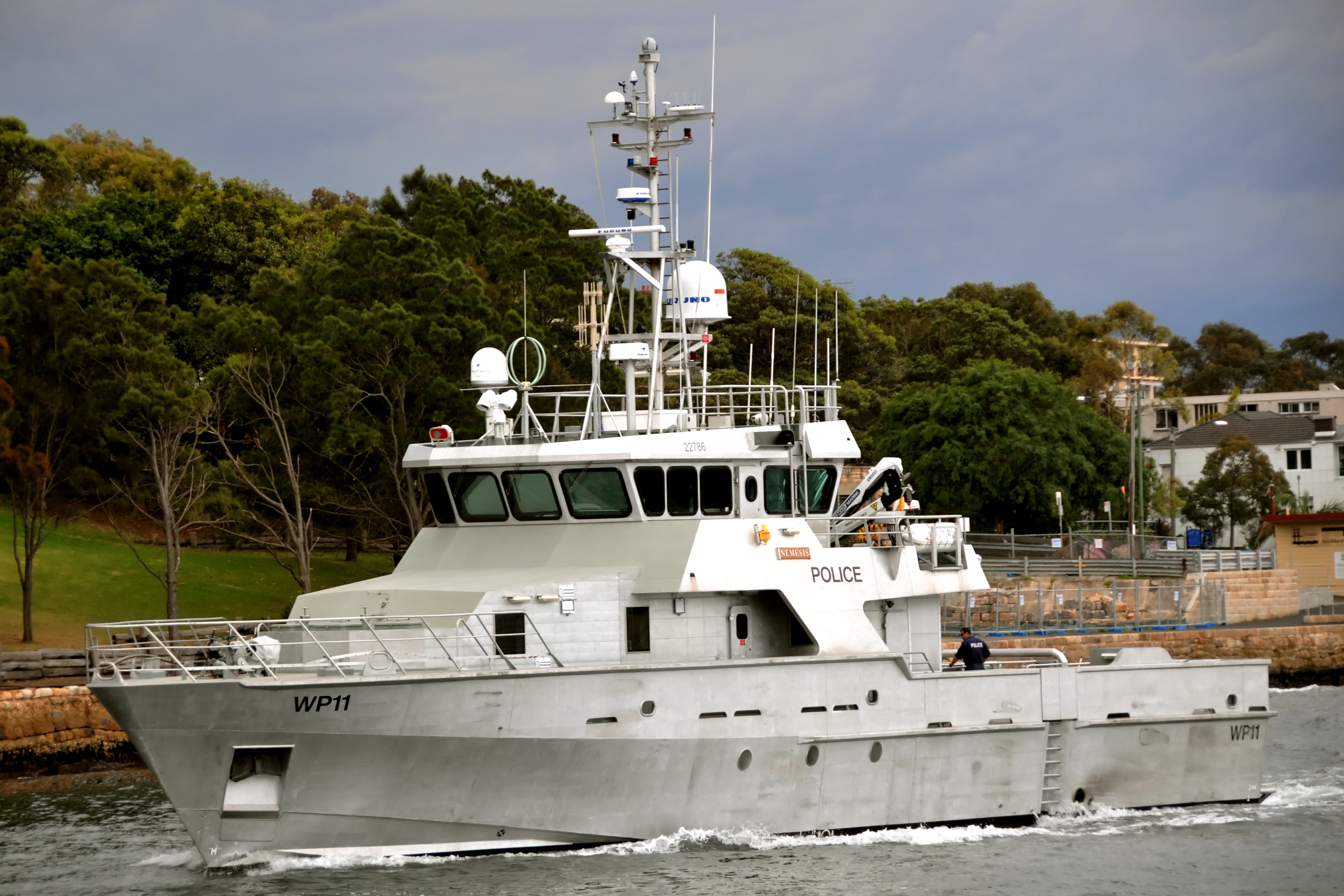
کشتی پلیس نیو ساوت ولز اوپی‌وی نمسیس .
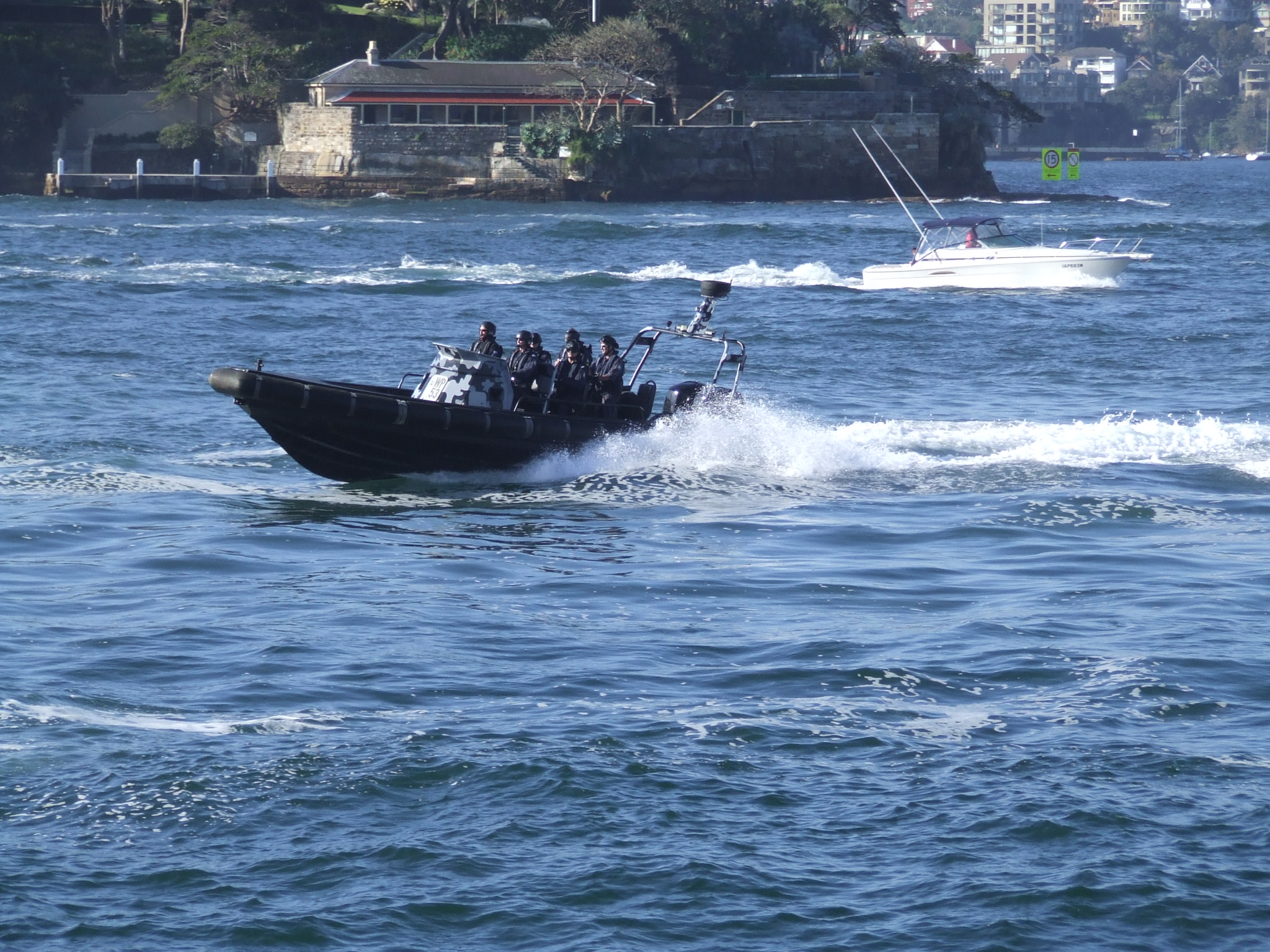
قایق پلیس نیو ساوت ولز در حال گشت زنی در بندر جکسون است.
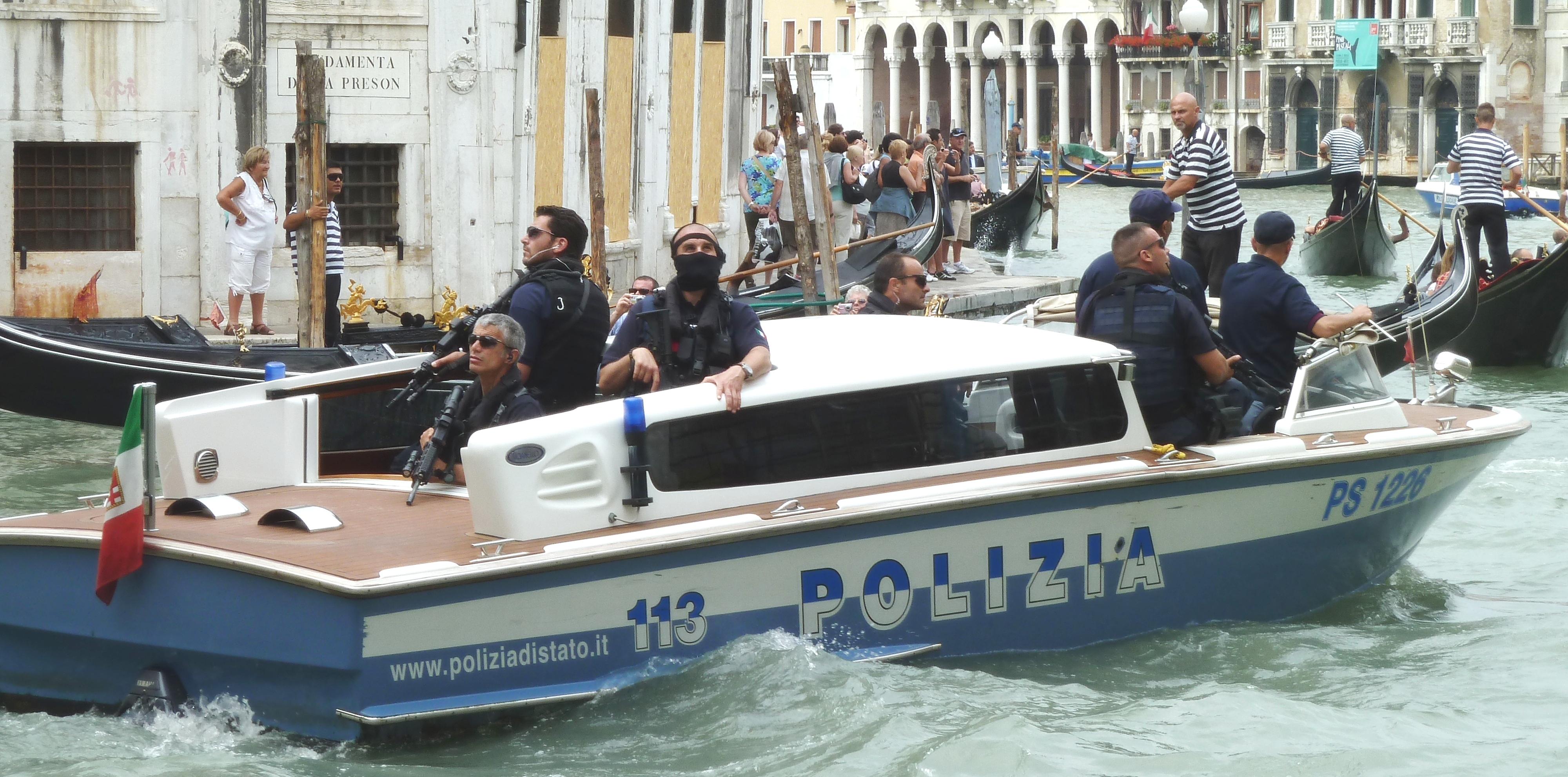
قایق پلیس ضد تروریسم در ونیز